# TVP HD
TVP HD – polska stacja ogólnotematyczna Telewizji Polskiej, uruchomiona 6 sierpnia 2008 roku, nadawana w wysokiej rozdzielczości (HDTV). Emitowane są w niej programy rozrywkowe, sportowe, dokumentalne, seriale oraz pozycje filmowe.
Kanał, ze względu na Igrzyska Olimpijskie w Pekinie, początkowo nadawał jedynie transmisje z rozgrywek olimpijskich. Później na antenie pojawiły się także różnego rodzaju relacje sportowe (m.in. piłka nożna, koszykówka), programy rozrywkowe oraz seriale i filmy fabularne, głównie produkcji TVP. 
14 grudnia 2024 kanał zmienił oprawę graficzną. 

## Informacje techniczne
Kanał nadawany jest w rozdzielczości 1080i, wbrew wcześniejszym zapowiedziom, które sugerowały, że kanał będzie nadawać w standardzie 720p. Kanał dostępny jest z satelity Hot Bird 9 a do końca roku 2014 dostępny był również z Astra 1KR – przekaz z pierwszego odbierany jest przez abonentów platformy cyfrowej Platforma Canal+, sygnał z drugiego był kanałem z paczki TVP, która oficjalnie wystartowała 15 września 2009 roku a zakończyła nadawanie 31 grudnia 2014. W skład paczki wchodziły kanały FTA: TVP Info, TVP Kultura, TVP Historia i TVP Polonia.
Paczka była częściowo niekodowana i nadawana w MPEG-4. Wiązka z tego transpondera jest skierowana wyłącznie na Polskę (Poland beam), jednakże z powodów praw autorskich paczka TVP musiała zostać ponownie zakodowana, ponieważ była również dostępna w krajach sąsiadujących z Polską, m.in. w Czechach i Niemczech.
Paczka przed zakodowaniem i po zakodowaniu była także kanałem dosyłowym dla sieci kablowych: dwóch ogólnopolskich (Multimedia Polska i JAMBOX) oraz operatorów lokalnych – Petrus Polska (Chojnice), Telewizja Kablowa Chopin (Wejherowo), Espol (Szczecin), INEA (Wielkopolska), Sat Film (Łódź), Tel-Kab Z.E. (Warszawa), P.H.U. Volta (Gdańsk). Do 1 grudnia 2008 roku kanał był dostępny testowo w sieci kablowej Aster. Do 18 czerwca 2009 roku kanał dostępny był także próbnie w standardzie DVB-T z nadajników:
- RTCN Warszawa (PKiN) – kanał 48 (690 MHz, 1,35 kW)
- RTCN Poznań (Śrem) – kanał 39 (618 MHz, 50 kW)
- RTCN Zielona Góra (Jemiołów) – kanał 45 (666 MHz, 17 kW)
- RTCN Żagań (Wichów) – kanał 45 (666 MHz, 50 kW)
- RTCN Kraków (Chorągwica) – kanał 25 (506 MHz, 15 kW)

1 września 2011 roku stacja weszła do oferty sieci kablowej Vectra, później także UPC Polska. Podczas rozgrywanych w RPA Mistrzostw Świata w Piłce Nożnej program nadawany był w dodatkowym multipleksie TVP (razem z TVP Historia, TVP Sport i TVP Kultura) z nadajnika RTCN Poznań na kanale 28 z mocą 20 kW ERP.
Od 2 kwietnia do 9 czerwca 2020 roku kanał był tymczasowo nadawany w ogólnopolskim ósmym multipleksie telewizji naziemnej, lecz – wbrew nazwie – w rozdzielczości SD. Miało to związek z projektem Szkoła z TVP.
Od 12 grudnia 2023 roku kanał ten razem z TVP Seriale został udostępniony w serwisie TVP VOD dla subskrybentów TVP VOD+.

## Logo
| Okres obowiązywania | Opis | Grafika |
| ------------------- | --- | ------- |
| od 6 sierpnia 2008  | Standardowe logo TVP z dużym, stylizowanym dopiskiem „HD” po prawej stronie. Kolorystyka niebieska z rozjaśnieniem ku środkowi. |         |